# Helena Lilja
Helena Lilja, född 1947, var matematikutvecklare i Västerås kommun från 2005. Som matematikutvecklare var hon ansvarig för bland annat projekten "Prata matte", "Lärforum" och "Vi lyfter matematiken". Hon har skrivit flera läroböcker i matematik och var ordförande i SMaL, Sveriges Matematiklärarförening, där hon som ordförande bland annat utgjorde referensgrupp för SOU 2007:28. Hon har föreläst flitigt och deltog bland annat i Matematikbiennalen i Malmö 2004, där hon föreläste om kompetensutvecklingsprojekt med Anne Ljungdahl och om Mattegömmor med Mikael Jonsson, och i Matematikbiennalen i Stockholm 2010, där hon tillsammans med Bodil Lövgren talade om utomhusmatematik.
Lilja har tillsammans med Sven Jacobsson, Staffan Wiklund, Svante Forsberg, K-G Olofsson och Lennart Undvall skrivit bland annat följande läroböcker för gymnasiet: Kärnmatematik A år 1999 och Pyramid Grund A år 2003.
Lilja har tillsammans med Sven Jacobsson, Staffan Wiklund, Hans Wallin och Mikael Jonsson skrivit boken Pyramid SP A år 2000.
Lilja skrev tillsammans med Anne Ljungdahl Matematiskt ABC: några centrala matematiska ord och begrepp samlade alfabetiskt år 2006.